# Википедија на хаићанском креолском језику
Википедија на хаићанском креолском језику или Википедија на креолском хаићанском језику је верзија Википедије на хаићанском креолском језику, слободне енциклопедије, која данас има 71.037 чланака и заузима на листи Википедија 44. место.